# Momentna magnitudna lestvica
Momentna magnitudna lestvica (oznaka MW ali M) je v seizmologiji mera jakosti potresa po količini sproščene energije. Jakost temelji na seizmičnem momentu potresa, ki je enak strižni togosti kamnin, pomnoženi s povprečnim premikom na prelomnici in obsegom površine prelomnice, kjer se je zdrs zgodil.
Magnituda potresa je pri momentni lestvici brezrazsežna količina, izražena kot 
{\displaystyle M_{\mathrm {w} }={\frac {2}{3}}\log _{10}{\Big (}{\frac {M_{0}}{1~\mathrm {N{\cdot }m} }}{\Big )}-6,0\!\,,}
kjer je {\displaystyle M_{0}\!\,} seizmični moment v N⋅m (107 dina⋅cm).
Lestvico sta v 1970. letih razvila seizmologa Thomas C. Hanks in Hiroo Kanamori kot nadomestek za Richterjevo potresno lestvico, ki je bila v uporabi od 1930. let. Momentna lestvica odpravlja slabosti Richterjeve, ki je uporabna za ocenjevanje magnitude šibkih in srednje močnih potresov, ocene zelo močnih potresov pa so zaradi omejitev seizmometrov in zanašanja na najmočnejši sunek podcenjene na vrednost okoli 7 (torej močnejši kot je potres, bolj je njegova magnituda podcenjena). Konstante v formuli za momentno lestvico so tam za primerljivost nižjih vrednosti z Richterjevo lestvico, ki je še vedno zelo razširjena v poljudni rabi (recimo pri novinarskem poročanju o potresih).
Momentno lestvico kot bolj primerno za izražanje jakosti močnih potresov zdaj uporabljajo organizacije, kot je Geološki zavod Združenih držav Amerike. Uporabnejša od Richterjeve je tudi pri izražanju jakosti zgodovinskih potresov, ki niso bili zabeleženi s seizmometri.

## Seizmični moment
Seizmični moment je mera za delo, ki ga opravi prelomnica potresa. Njegova velikost je enaka silam, ki obsegajo ekvivalent dvojnega para potresa. Točneje je skalarna velikost momentnega tenzorja drugega reda, ki opisuje komponente sile dvojnega para. Enota za seizmični momemnt je Newton meter [N · m] ali džul [J].
Prvi izračun seizmičnega momenta potresa iz njegovega seizmičnnega valovanja je izvedel geofizik z MIT Keiiti Aki za potres v Niigati 1964. To je naredil na dva načina. Najprej je uporabil podatke iz oddaljenih postaj seizmografske mreže WWSSN in analiziral dolgoperiodično 200 s seizmično valovanje (valovna dolžina približno 1000 km) za določitev velikosti ekvivalenta dvojnega para potresa. Nato je na podlagi dela Burridgea in Knopoffa o dislokaciji določil količino drsenja, sproščene energije, in padec napetosti (dejansko koliko potencialne energije se je sprostilo). Še posebej je izpeljal pomembno enačbo, ki povezuje seizmični moment potresa z njegovimi fizičnimi parametri:
{\displaystyle M_{0}=\mu \,{\overline {u}}\,S\!\,,}
kjer je {\displaystyle \mu \!\,} togost (ali upor) gibanja prelomnice po površinah površja {\displaystyle S\!\,} čez povprečno dislokacijo (razdaljo) {\displaystyle {\overline {u}}\!\,}. V sodobni formulaciji količino {\displaystyle {\overline {u}}\!\,} zamenjujejo z ustreznico {\displaystyle {\overline {D}}A\!\,}, ki je znana kot »geometrični moment« ali tudi »potentnost« (potency)..) S to enačbo se lahko moment, določen iz dvojnega para seizmičnega valovanja, poveže z momentom, izračunanim s podatki o površini površja drsenja prelomnice in količine zdrsa. V primeru niigatskega potresa je dislokacija, ocenjena iz seizmičnega momenta, dala smiselni približek opazovane dislokacije.